# Gunung Salak (berg i Indonesien, Aceh, lat 4,96, long 96,94)
Gunung Salak är ett berg i Indonesien.   Det ligger i provinsen Aceh, i den västra delen av landet, 1 700 km nordväst om huvudstaden Jakarta. Toppen på Gunung Salak är 879 meter över havet.
Terrängen runt Gunung Salak är huvudsakligen kuperad, men åt sydost är den bergig.Runt Gunung Salak är det ganska glesbefolkat, med 31 invånare per kvadratkilometer. I omgivningarna runt Gunung Salak växer i huvudsak städsegrön lövskog.